# إليزابيث ايمانويل
إليزابيث ايمانويل (بالإنجليزية: Elizabeth Emanuel)‏ هي مصممة أزياء بريطانية، ولدت في 5 يوليو 1953 في لندن في المملكة المتحدة.